# Jean Barman
Pour les articles homonymes, voir Barman (homonymie).
Jean Barman est une historienne de Colombie-Britannique.  

## Biographie
Née à Stephen, au Minnesota, Jean Barman s'est établie en Colombie-Britannique en 1971. Professeure émérite de l'Université de Colombie-Britannique, Barman est mariée à l'historien Roderick Barman et vit à Vancouver. Elle a été élevée au rang de membre de la Société royale du Canada en 2002. 

## Œuvres
Son ouvrage The West Beyond the West: A History of British Columbia est une référence faisant autorité dans l'étude de l'histoire de cette province canadienne. Elle a reçu en 2003 la médaille du Lieutenant gouverneur de la Colombie-Britannique pour son ouvrage Sojourning Sisters: the Lives and Letters of Jessie and Annie McQueen, ainsi que le prix de la ville de Vancouver en 2006 pour son livre Stanley Park's Secret.
Elle est l'auteure d'un ouvrage phare sur l'influence déterminante qu'ont eue les Canadiens-Français et leurs partenaires autochtones dans le Nord-Ouest de l'Amérique du Nord aux 19e et 20e siècles: French Canadians, Furs, and Indigenous Women in the Making of the Pacific Northwest (publié par les presses universitaires de l'Université de Colombie-Britannique). Paru en 2014, ce livre a notamment remporté le prix Sir John A. Macdonald de la Société historique du Canada. 